# Meetzoekercamera
Een meetzoekercamera is een fotocamera voorzien van een optisch systeem voor het bepalen van de beeldinhoud of compositie (de zoeker) gecombineerd met een optisch-mechanisch systeem voor de scherpstelling van het beeld (afstandinstelling).

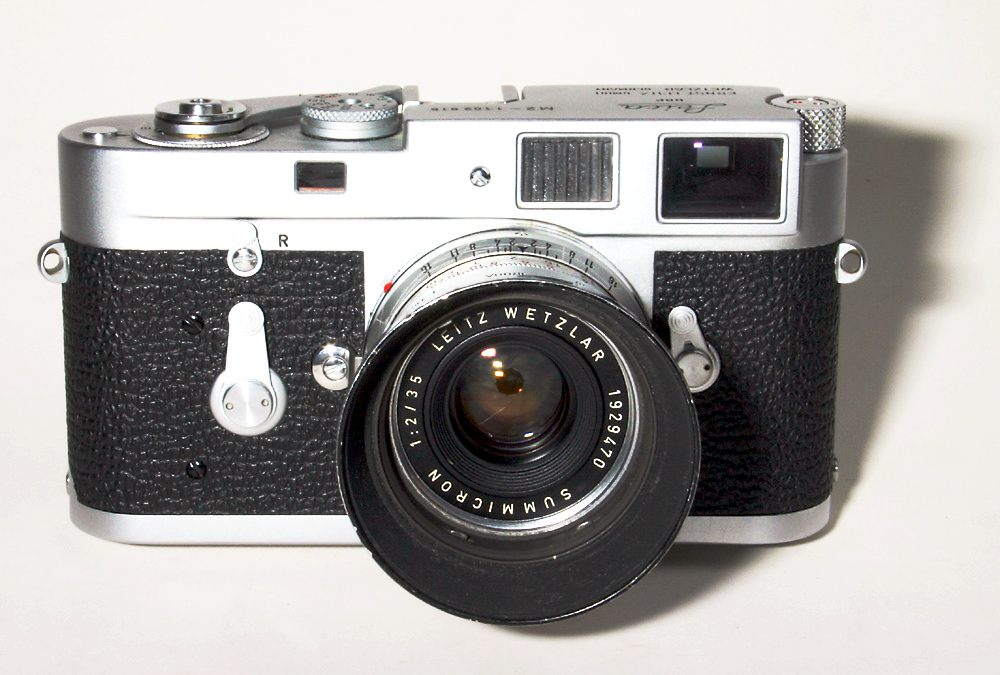
Een Leica M2

Het scherpstelsysteem maakt gebruik van de parallax tussen de zoeker en een kleine hulpzoeker, waarvan het beeld via een periscoopachtig spiegel- en/of prismasysteem gemengd wordt met het zoekerbeeld. Door aan de afstandinstelring van het objectief te draaien draait ook een spiegeltje in de "periscoop" en kan men het beeldje van een bepaald object in de zoeker in dekking brengen met het beeldje uit de hulpzoeker. Het mechaniek is zo afgesteld dat op dat moment de afstandinstelling correct is voor dat object. Sommige meetzoekercamera's hebben verwisselbare objectieven met verschillende brandpuntsafstanden; deze zijn voorzien van een koppeling naar het systeem in de camera.
De eerste meetzoekercamera ter wereld was de Kodak 3A Autographic Special. Deze camera kwam in 1916 op de markt. Leica, dat later de bekendste fabrikant van meetzoekercamera's zou worden, had net zijn eerste camera uitgebracht (de Ur-Leica), maar deze beschikte nog niet over een ingebouwde meetzoeker.
Latere modellen zijn er onder meer van Konica (Hexar), Voigtländer/Cosina, Contax en Hasselblad (XPan). Digitale meetzoekercamera's worden geleverd door Epson (RD1s) en Leica (M8 en M9). Beide maken gebruik van de Leica M lenzen.
De grote "tegenhanger" van de meetzoekercamera is de spiegelreflexcamera; deze is met zijn veelzijdigheid en dankzij betaalbare Japanse massaproductie lange tijd meer verkocht dan de meetzoekercamera.  De DSLR en de meetzoekercamera hebben beide echter veel terrein verloren aan de systeemcamera, die een enorme populariteit heeft verkregen.
De meetzoekercamera heeft door zijn compacte bouw en vrijwel geruisloze werking toch een behoorlijke schare aanhangers vastgehouden, met name in de reportage- en straatfotografie.